# 1452 en musique classique
| \| • Retour à la chronologie générale de la musique classique • \| |
| Grèce • Rome • Haut Moyen Âge • VIIIe siècle • IXe siècle • Xe siècle • XIe siècle XIIe siècle • XIIIe siècle • XIVe siècle • XVe siècle • XVIe siècle • XVIIe siècle XVIIIe siècle • XIXe siècle • XXe siècle • XXIe siècle |
| • Retour à la chronologie générale de la musique classique • |

| Années en musique classique : 1449 - 1450 - 1451 - 1452 - 1453 - 1454 - 1455    |
| Décennies en musique classique : 1420 - 1430 - 1440 - 1450 - 1460 - 1470 - 1480 |

## Événements
- Johannes Ockeghem devient maître de la chapelle des rois de France.
- Gilles Binchois devient prévôt du chapitre canonial de la collégiale Saint-Vincent de Soignies.